# ホイアン・カーゴ

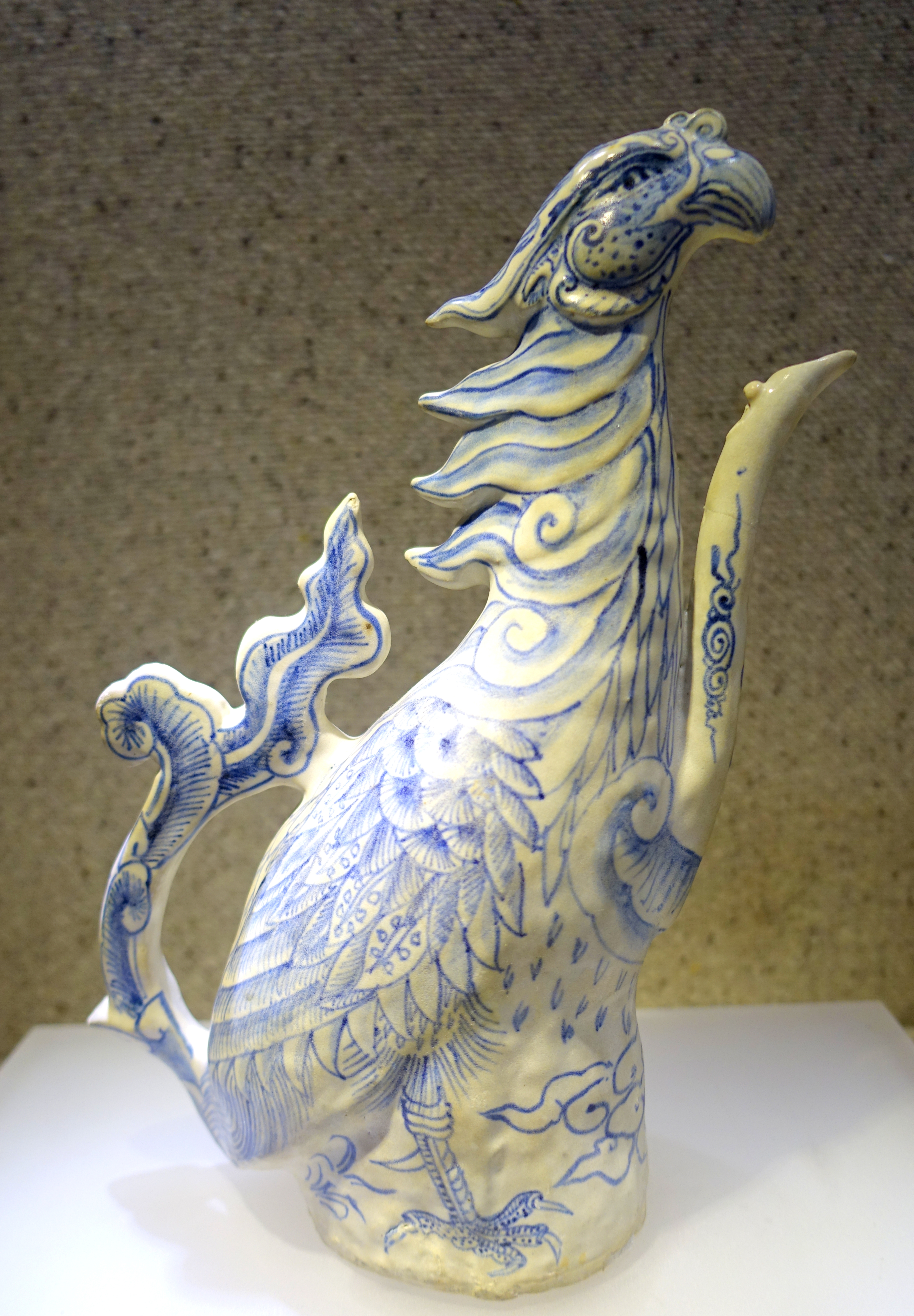
青花鳳凰壺　ベトナム歴史博物館、ハノイ

ホイアン・カーゴ（Hoi An Cargo /  Hoi An Wreck）は、ベトナム中部ダナンの南に位置するチャム島（ホイアン市）近辺の海底で発見された全長約30mの最大級のジャンク船。近くの島の名にちなみCu Lao Cham shipwreckとも呼ばれる。1990年代から漁船が陶磁器などを網で引き揚げていたが、70mという水深のため、本格的な引き揚げ作業はできなかった。
1996年から1999年にかけて、マレーシア華僑On Soo Hinが経営するSaga Horizon Limitedと、Mensun Boundが指導する英国オックスフォード大学 Marine Archaeology Research Divisionが、ベトナム政府、ベトナム国営のサルベージ会社、ベトナム国立歴史博物館などと､共同で引揚げ調査を行った｡
約25万点のベトナム産の青花･五彩･藍釉･褐釉･緑釉･青磁･白磁･焼締陶等のほか、タイ産や中国産の作品も若干ある。主にハノイ周辺、紅河デルタの窯の製品だと推定されている。また、陶磁の熱発光法（フレミング法）による測定と編年的検討から、黎朝時代・15世紀～16世紀初頭の製作年代とされている。
重複した類品がない貴重なものなど引き上げ品の約10％はベトナムの博物館に入り、残余の90％はサンフランシスコのオークション会社Butterfieldsが売り立てを行った。収益はベトナム政府ならびに出資会社が分配した。

## 参考資料
- Hội An wreck en
- Butterfields Auction Press Release 2000, Oct.
- “大阪市立美術館「出品リスト」” (PDF).   Osaka Art Museum. 2018年11月17日閲覧。